# Semana buinense
La semana buinense es una fiesta que se organiza todos los años por el municipio de Buin para celebrar el aniversario de su fundación. Esta se realiza tradicionalmente durante el mes de febrero en la Plaza de Armas. Una de sus principales características son los "Quijotes", recuerdo o suvenir que el público entrega a modo de premio a los participantes favoritos y que es exclusivo de esta fiesta. 

## Historia
A mediados del siglo XIX el senado de la naciente República de Chile decide vender los terrenos que, hasta comienzos de siglo, habían pertenecido a Pedro del Villar, con el objetivo de obtener dinero para financiar una serie de obras para construir el canal del Maipo, que uniría los ríos Maipo y Mapocho. Es Domingo Eyzaguirre quien queda a cargo de vender estos terrenos y los derechos de agua, para así poder fundar una Villa. Así ocurre en 1821 la fundación de San Bernardo y la división del valle de Lepe. Dentro de este plan se contempla también la fundación de un pueblo que posea cierto número de viviendas, una parroquia y una escuela de primeras letras. Con el tiempo este proyecto inicial se expande con Domingo Eyzaguirre como primer gobernador del departamento que comprende por el norte las zonas de los actuales San Miguel, Ñuñoa, La Florida y por el sur Buin, Maipo y gran extensión de la Región Metropolitana incluyendo Talagante. Estas tierras van desde el límite con Argentina hasta Malloco. Es así como se registra la fundación de Buin en 1844. Es este hecho el que da origen a la celebración de la semana buinense, donde se conmemoran los años transcurridos.

## En la actualidad
En 2008 en la semana buinense se celebraron 163 años desde la fecha de la fundación. La fiesta abarcó desde el 17 hasta el 25 de febrero en la misma Plaza de Armas donde se ha celebrado siempre, a pesar de los problemas iniciales provocados por un proyecto de mejoramiento y reconstrucción de la Plaza, a causa de los cuales casi resulta necesario trasladar la celebración al Parque el Diamante. Finalmente se mantuvo la tradición. La semana buinense se inició con un acto solmene en las dependencias del municipio, donde el alcalde de Buin, dirigió la actividad junto con otras autoridades importantes. De igual modo se reconocieron los aportes de dirigentes locales y de ciudadanos destacados que han aportado de manera positiva a la comunidad. El alcalde también habló del significado de la palabra “Buin” y de los hechos históricos que rodean lo que conocemos como su fundación.

## Actividades
Cada año la celebración varía su repertorio y son invitados diferentes artistas nacionales y locales. Junto con todas estas actividades, la semana Buinense tiene además una competencia llamada Festival de Voz, originalmente llamado "Festival de la Voz", donde compiten las categorías infantil y adulto. Además La celebración contempla concursos y competencias literarias, de danza, pintura y deportes. Cada categoría cuenta con variados premios. También se encuentran en un lado del estadio "el cacique" juegos inflables, etc. En el mismo sector que están los juegos hay un sector de comidas que venden comida llatarra, parrichada y muchas cosas más.        
- Datos: Q6124623